# Euproctis lusambo
Euproctis lusambo är en fjärilsart som beskrevs av Collenette 1960. Euproctis lusambo ingår i släktet Euproctis och familjen tofsspinnare. Inga underarter finns listade i Catalogue of Life.